# Jean Agélou
Jean Bernard Agélou, né le 16 octobre 1878 à Alexandrie (Égypte) et mort le 2 août 1921 à Autry-le-Châtel (Loiret), est un photographe français.

## Biographie

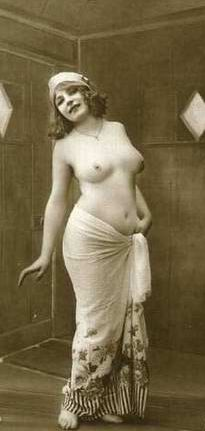
Miss Fernande

Jean Agélou est renommé pour les photos de nu qu'il réalisa au début du XXe siècle. Ses photos sont signées « JA » et l'un de ses modèles favoris est identifié sous le prénom de Fernande grâce à une dédicace au dos d'une photo - il ne s'agit pas du modèle de Modigliani Fernande Barrey, comme on peut parfois le lire. Elle est connue des collectionneurs sous le nom de "Miss Fernande".
Les années 1900 marquent un certain âge d'or de la photographie érotique, mais les images circulent sous le manteau et les photographes sont contraints à une certaine discrétion. D'où, évidemment, la signature « JA » bien connue aujourd'hui des amateurs et derrière laquelle s'est caché Agélou. Il a fallu longtemps pour que l'on découvre le véritable auteur, né en octobre 1878 à Alexandrie, d'une mère grecque et d'un père français, Paul Agélou, receveur des Postes françaises à Constantinople, chevalier de la Légion d'honneur (1901).
Agélou part à Paris au début du siècle, et installe son studio de prise de vue au dernier étage d'un immeuble de la rue Marcadet dans le 18e arrondissement. Portraitiste réputé, il fait ses premiers pas dans la photo de nus. Il publie ses clichés dans la revue L'Étude académique, publication théoriquement destinée aux artistes et qui comptera jusqu'à 20 000 abonnés. Il devient également son propre éditeur de cartes postales, média qui connait alors son âge d'or.
Jean travaille avec son frère Georges, qui s'occupe des aspects commerciaux. Jean s'occupe de la recherche des modèles et des prises de vues. Les photographies sont faites en studio et en lumière naturelle, les toiles de fond sont commandées à des peintres qui réalisent tous types de décors.
Les mœurs ont bien changé au fil des années. Curieusement, l'âge des modèles, de 20 à 24 ans, est toujours mentionné. L'une des modèles n'a cependant que 14 ans, ce qui sans doute choquerait à notre époque « moderne » et vaudrait à l'auteur les foudres de la justice. À cette époque, pour respecter la loi du 16 mars 1899 et celle, plus contraignante, du 7 avril 1908 (les ligues de vertu ont frappé), les revues érotiques sont vendues ou expédiées sous enveloppes cachetées.
Par le jeu de l'autocensure, le nu intégral disparaît au milieu de l'année 1908 de toutes les revues ; les images en stock sont retouchées, un voile pudique ou une petite culotte providentielle sont ajoutés et le pinceau des retoucheurs fait disparaître les poils pubiens. On ne les reverra qu'au début des années 1970, sauf au Japon où ils sont toujours interdits et dans les pays soumis à l'obscurantisme religieux.
Les photos d'Agélou, susceptibles de remonter le moral des troupes, échappent à la censure et circulent dans les tranchées, lors de la Première Guerre mondiale.
En 1921, Jean Agélou meurt dans un accident de voiture près de Gien, en compagnie de son frère Georges, à l'âge de 42 ans. 
Christian Bourdon, grand collectionneur de cartes postales, a reconstitué la biographie de Jean Agélou, et s'est efforcé de concevoir une monographie aussi complète que possible sur cet auteur, dans un livre publié en 2006 par les Editions Marval.

Quelques photographies de Fernande, par Jean Agélou
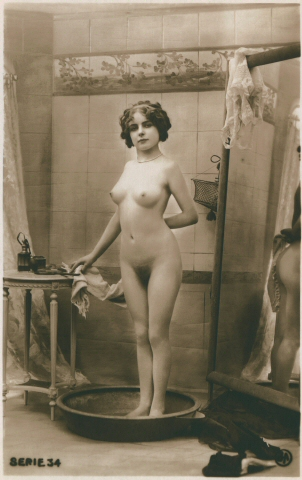
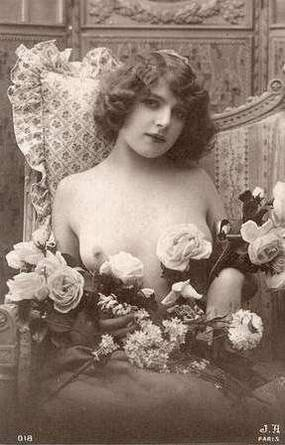
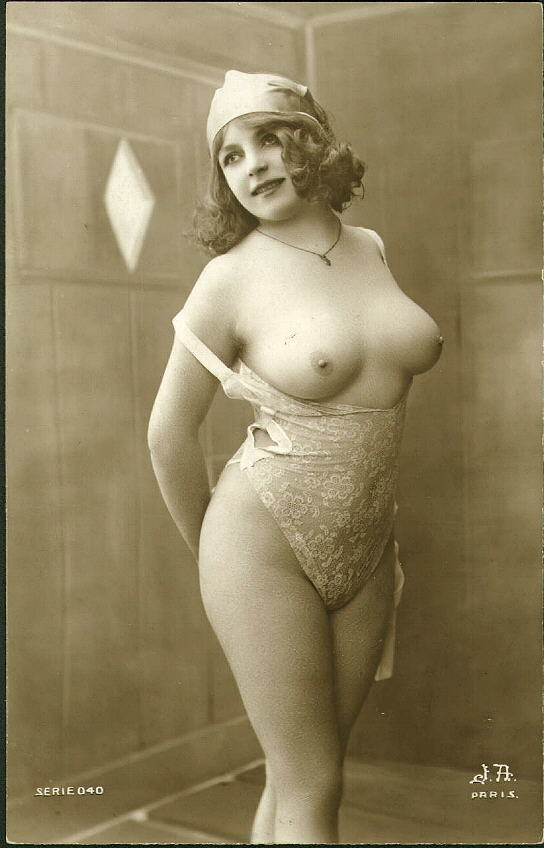
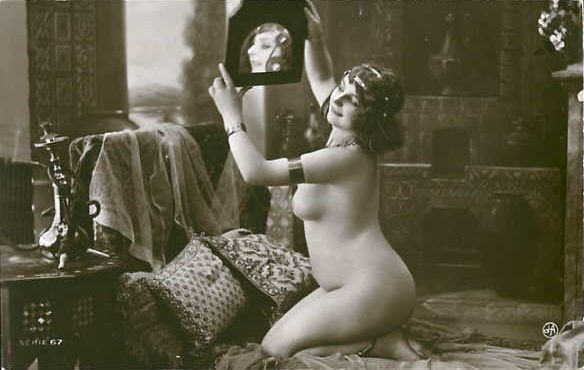
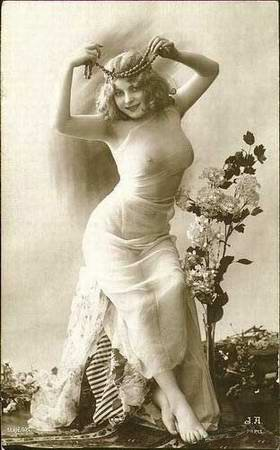